# Magnesi chloride
Magnesi chloride là tên của hợp chất hóa học với công thức MgCl2 và hàng loạt muối ngậm nước MgCl2(H2O)x của nó. Muối này là các muối halogen đặc trưng với khả năng tan tốt trong nước. Muối magnesi chloride ngậm nước có thể được sản xuất từ nước muối mặn hoặc nước biển. Ở Bắc Mỹ, magnesi chloride được sản xuất chủ yếu từ nước muối trong Hồ Muối Lớn. Cách thức phân tách cũng tương tự như quy trình tách chất này tại Biển Chết nằm trong thung lũng Jordan. Trong tự nhiên magnesi chloride xuất hiện trong khoáng vật bischofit, ngoài ra cũng được thu hoạch từ các thềm đại dương cổ đại; chẳng hạn như thềm đáy biển Zechstein ở tây bắc châu Âu. Một số lượng magnesi chloride được sản xuất bằng cách cho nước biển bay hơi dưới ánh nắng mặt trời. Magnesi chloride khan là tiền chất chính để sản xuất magnesi với khối lượng lớn. Magnesi chloride ngậm nước là sản phẩm thương mại phổ biến nhất.

## Ứng dụng
Magnesi chloride dùng làm tiền chất để sản xuất các hợp chất khác của magnesi, chẳng hạn bằng cách kết tủa:
MgCl2 + Ca(OH)2 → Mg(OH)2 + CaCl2
Có thể điện phân chất này để có được magnesi kim loại:
MgCl2 → Mg + Cl2↑
Quá trình này được thực hiện trên quy mô lớn.
Magnesi chloride được sử dụng rộng rãi cho việc kiểm soát bụi và ổn định đường. Ứng dụng thứ hai phổ biến nhất là kiểm soát băng. Ngoài việc sản xuất magnesi kim loại, magnesi chloride cũng được sử dụng cho nhiều ứng dụng khác: phân bón, bổ sung khoáng chất cho động vật, xử lý nước thải, làm tấm thạch cao, nước biển nhân tạo, thực phẩm chức năng, vải, giấy, sản phẩm chống cháy, xi măng và nước muối chống đông. Hỗn hợp magnesi oxide hydrat và magnesi chloride tạo thành một vật liệu cứng được gọi là xi măng Sorel.
Hợp chất này cũng được dùng trong bình chữa cháy: phản ứng của magnesi hydroxide và acid hydrochloric (HCl) dạng lỏng tạo ra magnesi chloride cùng với nước trong trạng thái hơi. Magnesi chloride cũng được sử dụng trong một số ứng dụng y học và điều trị tại chỗ (liên quan đến da). Nó đã được sử dụng trong các loại thuốc bổ với tư cách là nguồn bổ sung magnesi, nơi nó phục vụ như một hợp chất hòa tan mà không phải là thuốc nhuận tràng như magnesi sulfat, và có sẵn hơn so với magnesi hydroxide và magnesi oxide vì nó không cần acid dạ dày để sản xuất ion Mg2+. Nó cũng có thể được sử dụng như một thuốc gây mê hiệu quả cho động vật chân đầu, một số loài động vật giáp xác, và một số loài thân mềm hai mảnh vỏ, bao gồm cả hàu.
MgCl2 cũng thường được sử dụng trong phản ứng chuỗi polymerase (PCR). Ion magnesi cần thiết cho việc tổng hợp DNA vivo/vitro.

## Hợp chất khác
MgCl2 còn tạo một số hợp chất với CO(NH2)2, như MgCl2.10CO(NH2)2 là tinh thể trắng.